# Malgachinsula anosibeella
Malgachinsula anosibeella är en fjärilsart som beskrevs av Ulrich Roesler 1981. Malgachinsula anosibeella ingår i släktet Malgachinsula och familjen mott. Inga underarter finns listade i Catalogue of Life.